# Église Notre-Dame de Bruyères-et-Montbérault
L'église Notre-Dame est une église située à Bruyères-et-Montbérault, en France.

## Localisation
L'église est située sur la commune de Bruyères-et-Montbérault, dans le département de l'Aisne.

## Historique

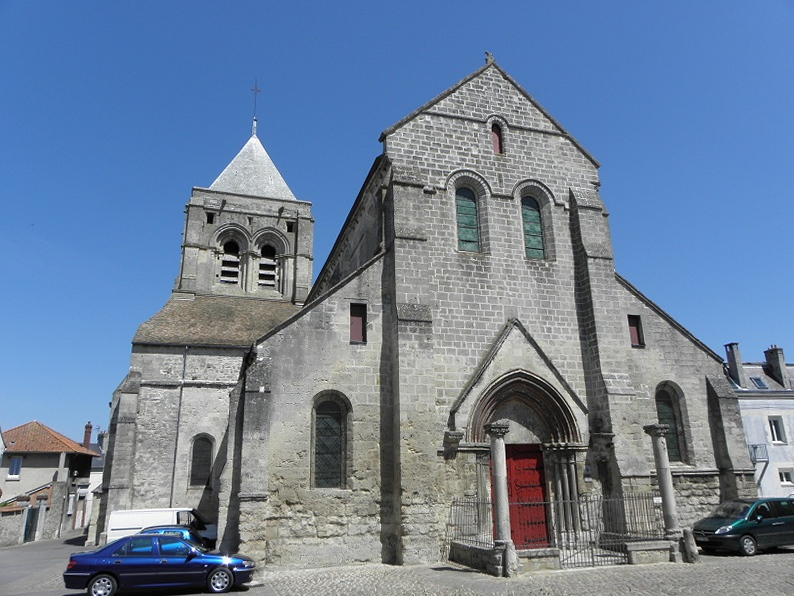
Vue depuis le portail occidental.

Un édifice est attesté depuis 630[réf. nécessaire] et au XIe siècle, alors qu'il est endommagé et trop petit, des travaux sont entrepris pour son agrandissement au début de 1080 et la bénédiction à lieu en 1083[réf. nécessaire]. L'église est alors le siège d'un doyenné de l’évêché de Laon qui regroupe vingt-quatre paroisses et sept annexes et qui ne fut dissous qu'en 1801[réf. nécessaire]. L'église possédait les reliques de saints : Caprais, Léon, Félix, Thimothée, Armantuis, Féliassime et Pérégrinus.
L'église souffre beaucoup des guerres de religion (en 1567 par les huguenots et 1587 par les ligueurs), de sa transformation en écurie par les révolutionnaires, du passage des armées russes en 1814 et de la transformation en ambulance allemande lors de la Première Guerre mondiale.
Le monument est classé au titre des monuments historiques en 1922.

## Description
Le clocher fortifié daté du XIIIe siècle est désaxé, il a été construit au-dessus du transept nord.
Le chevet comprend une abside centrale et deux absidioles romanes en cul-de-four, elles sont très richement décorées sur leur face extérieure. Une nef à six travées deux bas-côtés du XIIe siècle. La façade occidentale avec son ensemble trinitaire de vitraux de la nef a à l'intérieur une grande tribune qui accueille un harmonium.
Devant le chœur, la chaire en bois. Avec les restaurations ont été mises au jour des peintures murales qui ont été conservées.

Sélection de vues de l'intérieur de l'église
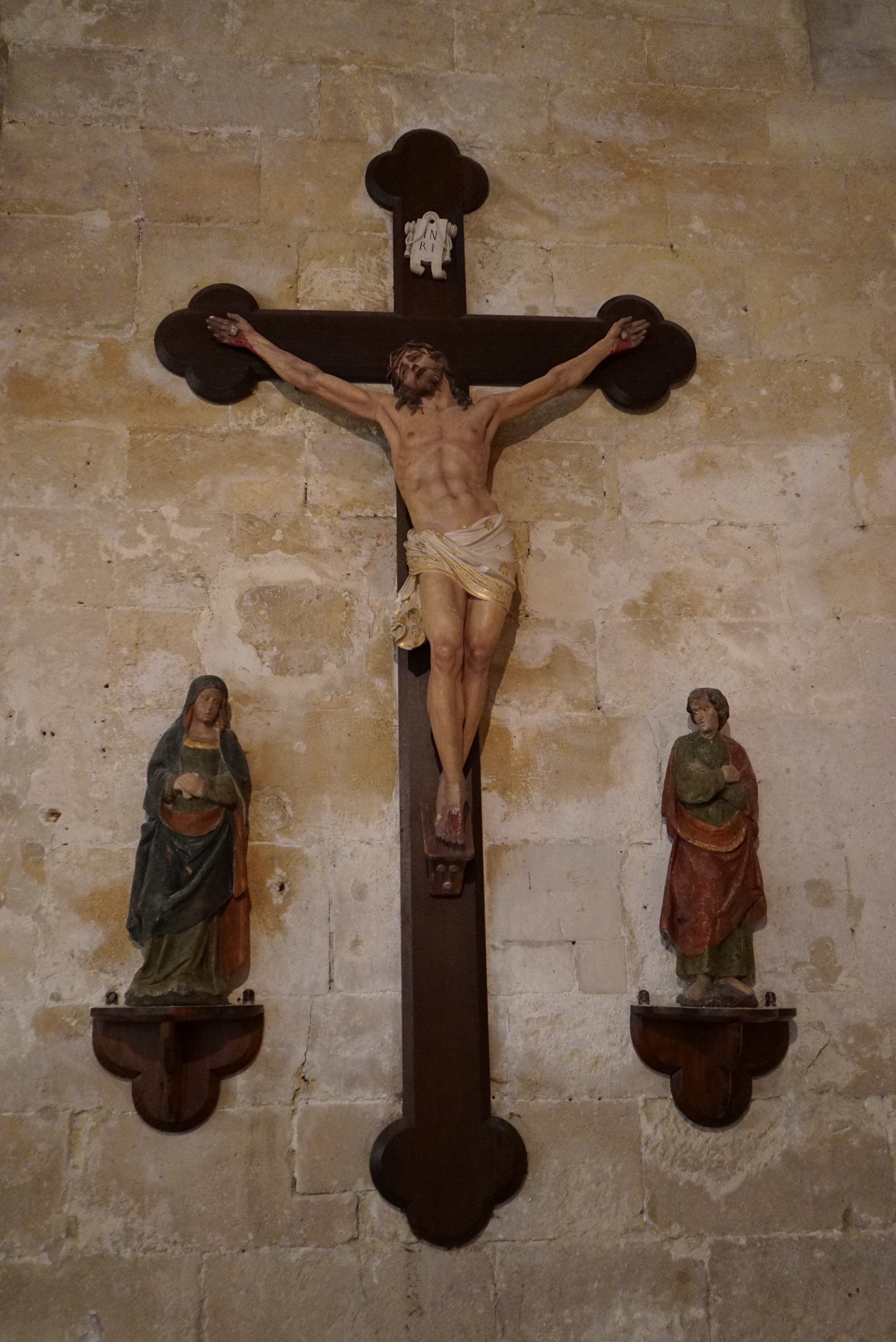
Statues classées.
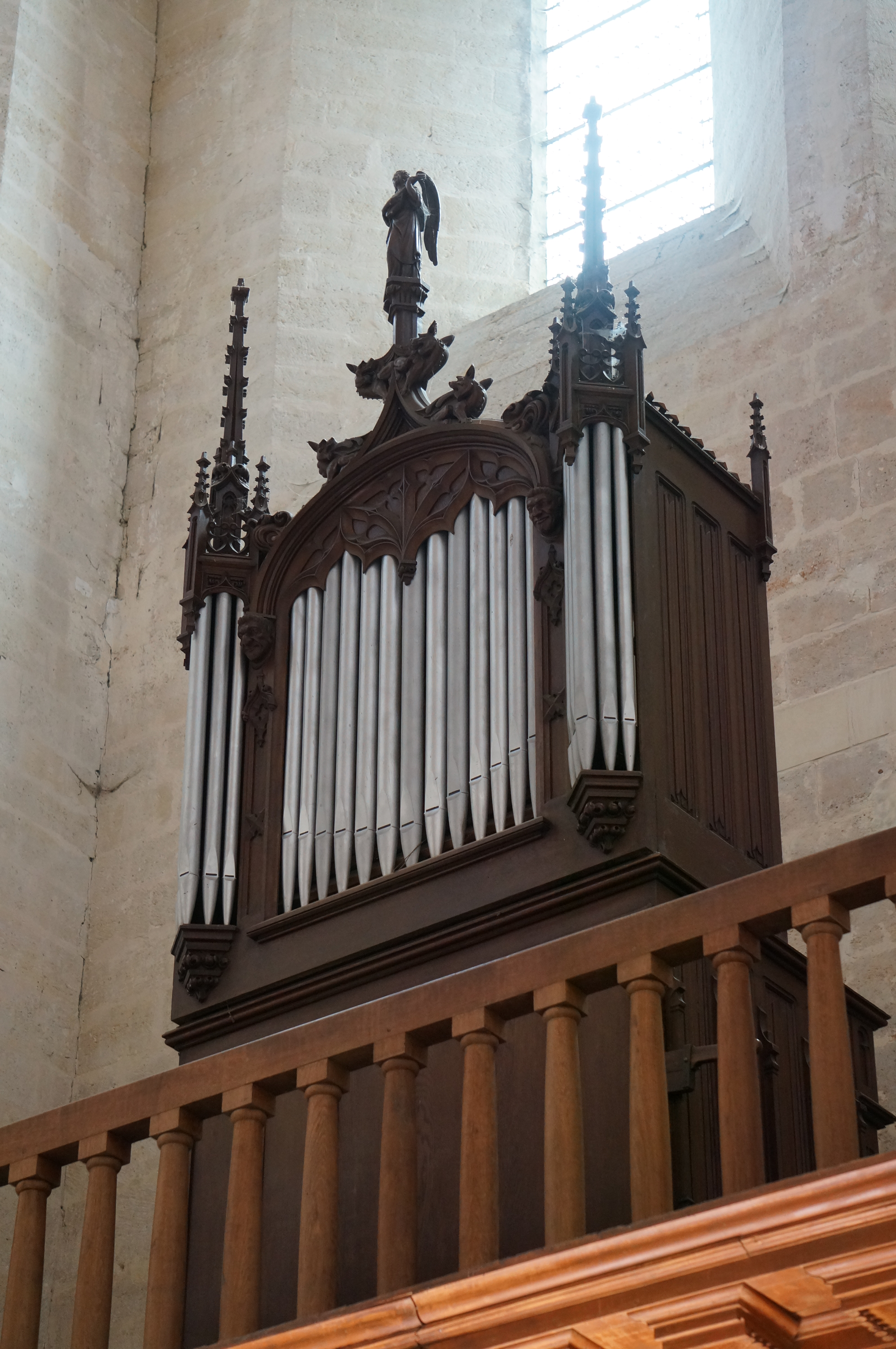
Harmonium.
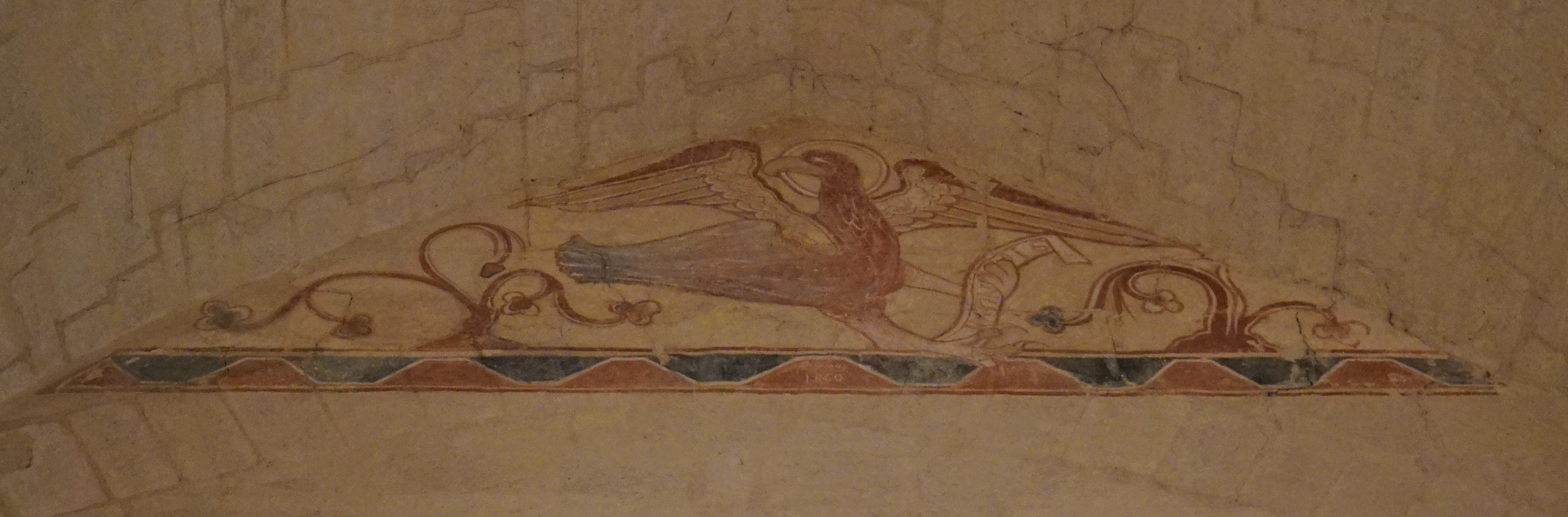
Peinture murale.
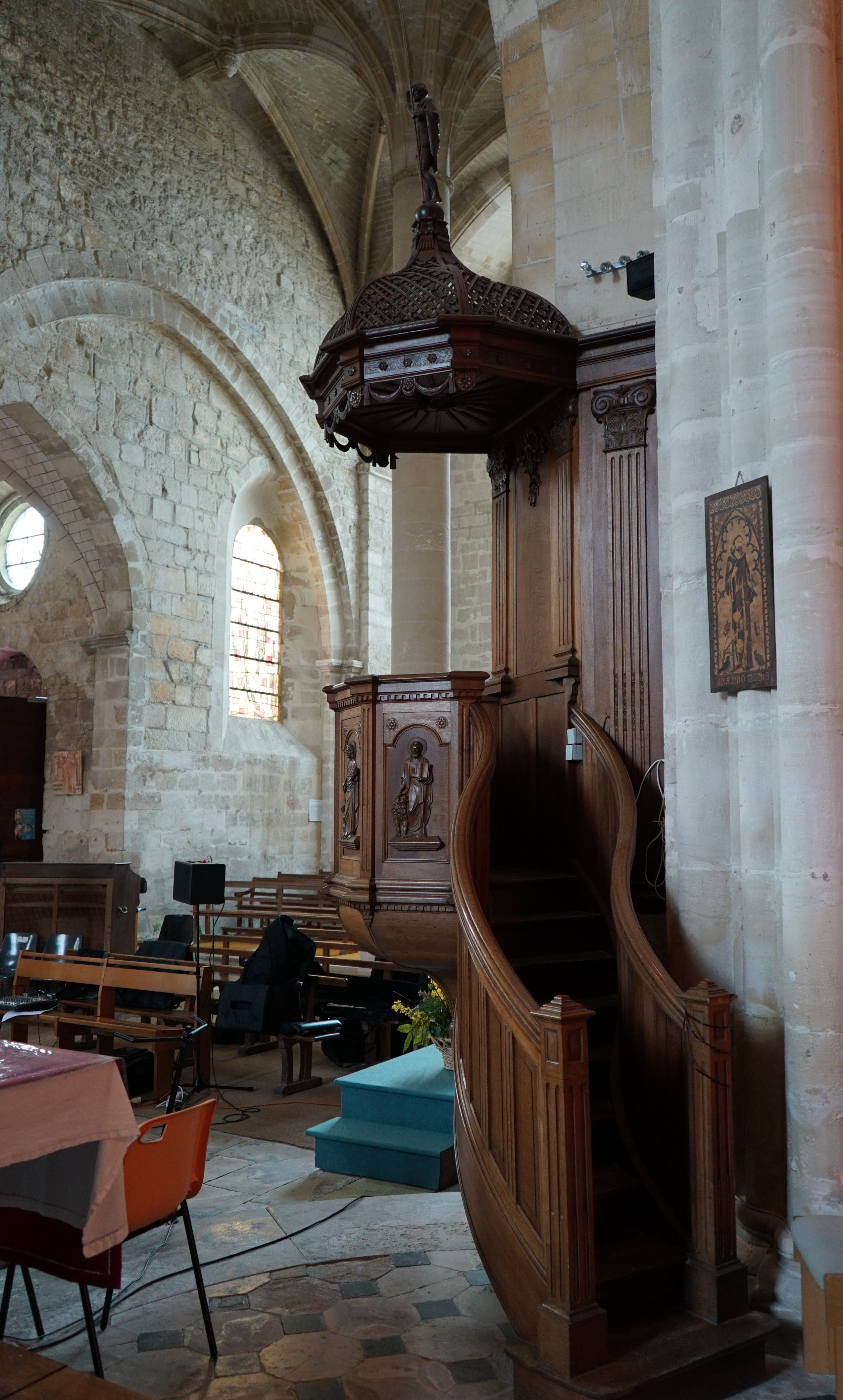
Chaire.

L'église est meublée avec des fonts baptismaux en pierre du XVIIIe siècle qui ont été très abimés, deux statues, la Vierge et Jean du XVIIe siècle et une Vierge du magnificat, œuvre de Jean Jouvenet.

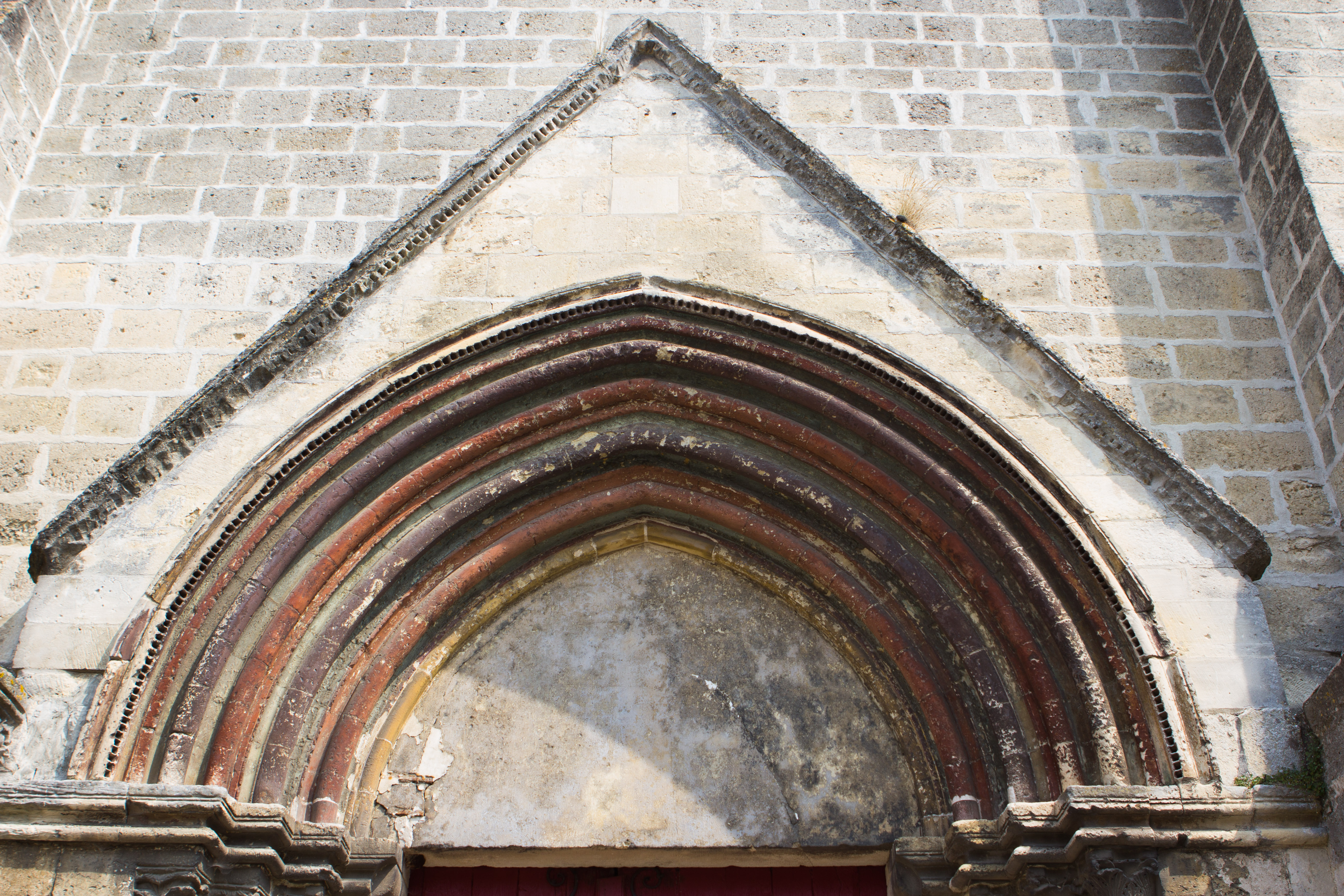
Polychromie sur le portail.
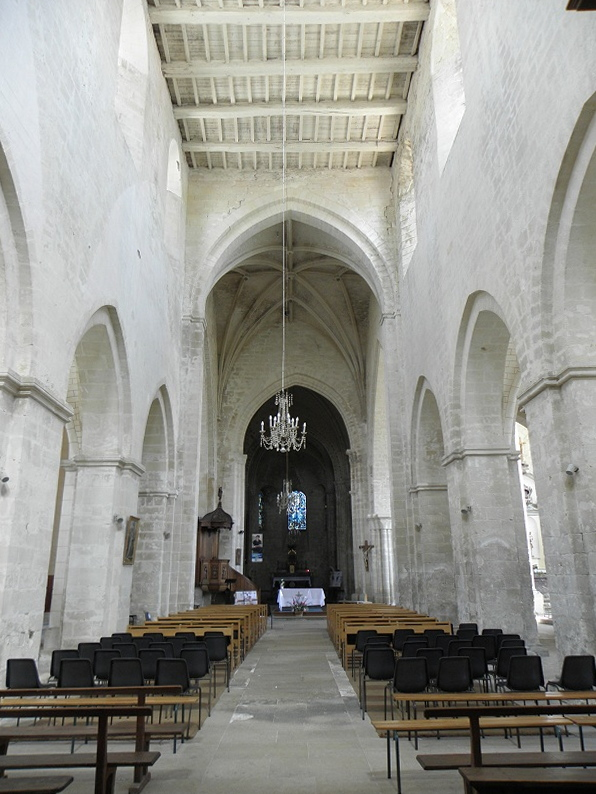
La nef.
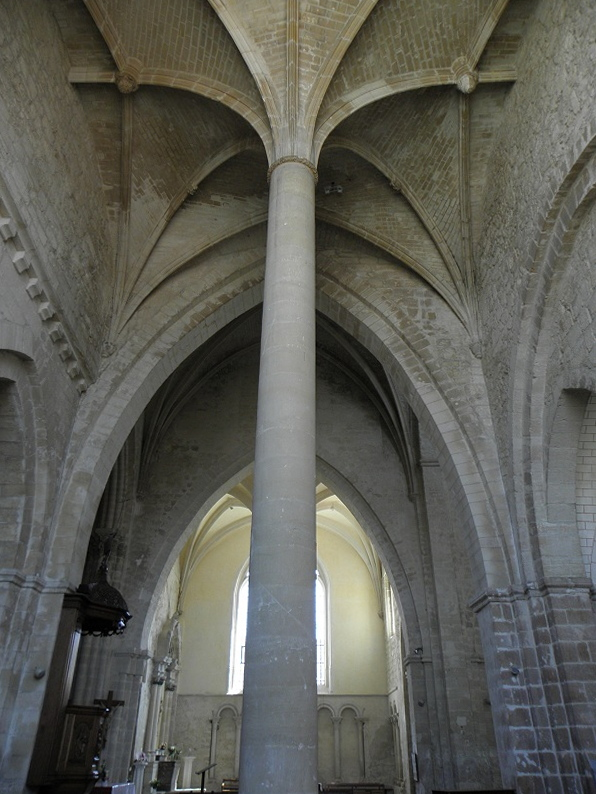
Transept nord.
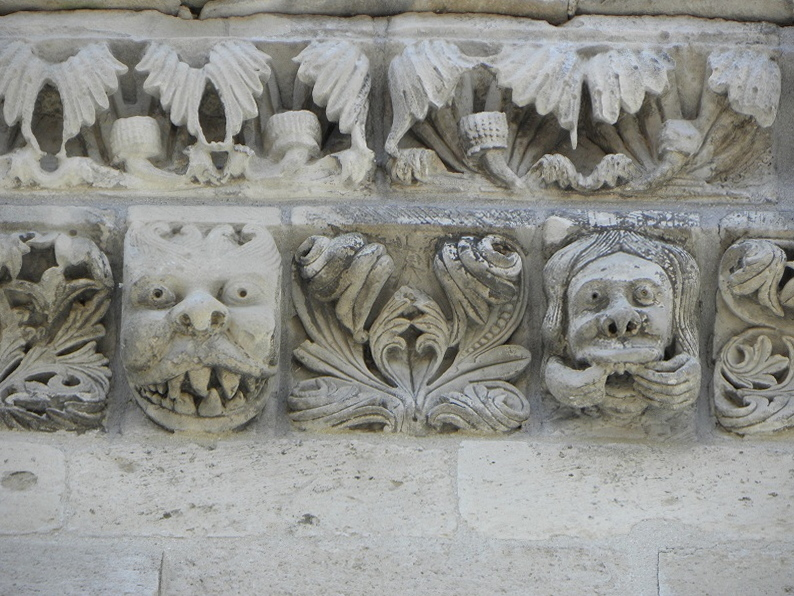
Sculptures extérieures.
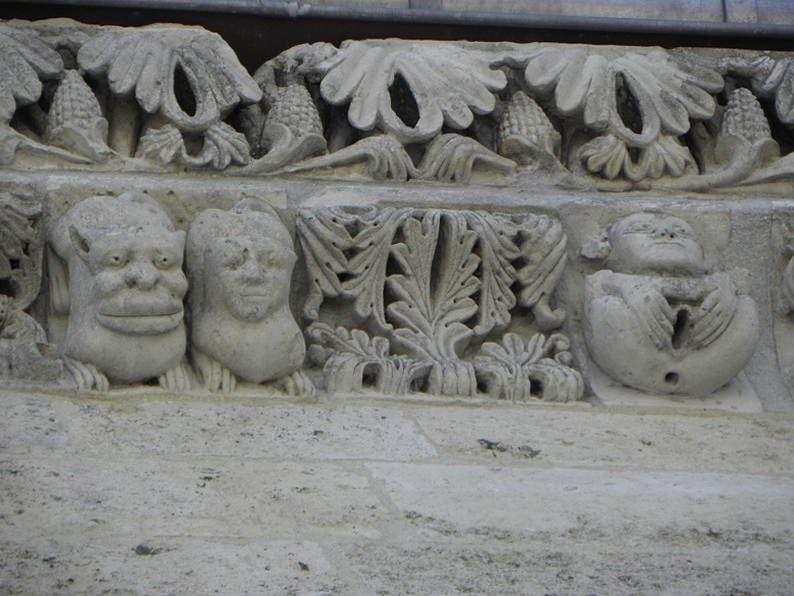
Avec un personnage féminin.

## Liste des doyens
Liste non exhaustive des doyens connus :
- 1081 : Anguilbert,
- 1195 : Dei-Amicus,
- 1350 : Jean de Beautor,
- 1517 : Mathieu Dupont,
- 1522 : Guillaume Hennequin,
- 15?? : Simon Oudet,
- 1572 : Claude Richard,
- 1594 : Denys Hangard,
- 1641 : Louis Cauroy,
- 1674 : Claude Cauroy,
- 1680 : de Montigny,
- 1686 : Philibert Polet,
- 1717 : Emmanuel Richard,
- 1732 : Jean-Baptiste Mathieu,
- 1734 : Guillaume Mathieu,
- 1736 : Emmanuel Dodet,
- 1738 : Louis Mengin,
- 1738 : Louis Lambert,
- 1739 : Louis Lesage,
- 1740 : Fontaine,
- 1741 : Nicolas Mengin,
- 1743 : Eloy Demarque,
- 1762 : Auguste Noiron,
- 1766 : François Cholet,
- 1768 : Jacques Bernard,
- 1779 : Jean Courteville,
- 1791 : Nicolas COusin,
- 1792 : Louis Duterne, le dernier doyen
- 1793 : Neveu,
- 1798 : J-L Delaruelle,
- 1801 : Jacques Bernard,
- 1811 : Jean Longuet,
- 1843 : Pierre Lamant,
- 1846 : Claude Lamotte,
- 1892 : Edmond Morisset,
- 1895 : Eugène Marchal,
- 1897 : François Hetet,
- 1902 : Gustave Beriot,
- 1920 : Jules Lefevre,
- 1925 : Dussaussois,
- 1929 : Louis Mary[7].